# Giuseppe Ferrario (medico)
Giuseppe Ferrario (Milano, 19 gennaio 1802 – Milano, 2 novembre 1870) è stato un medico e statistico italiano. 

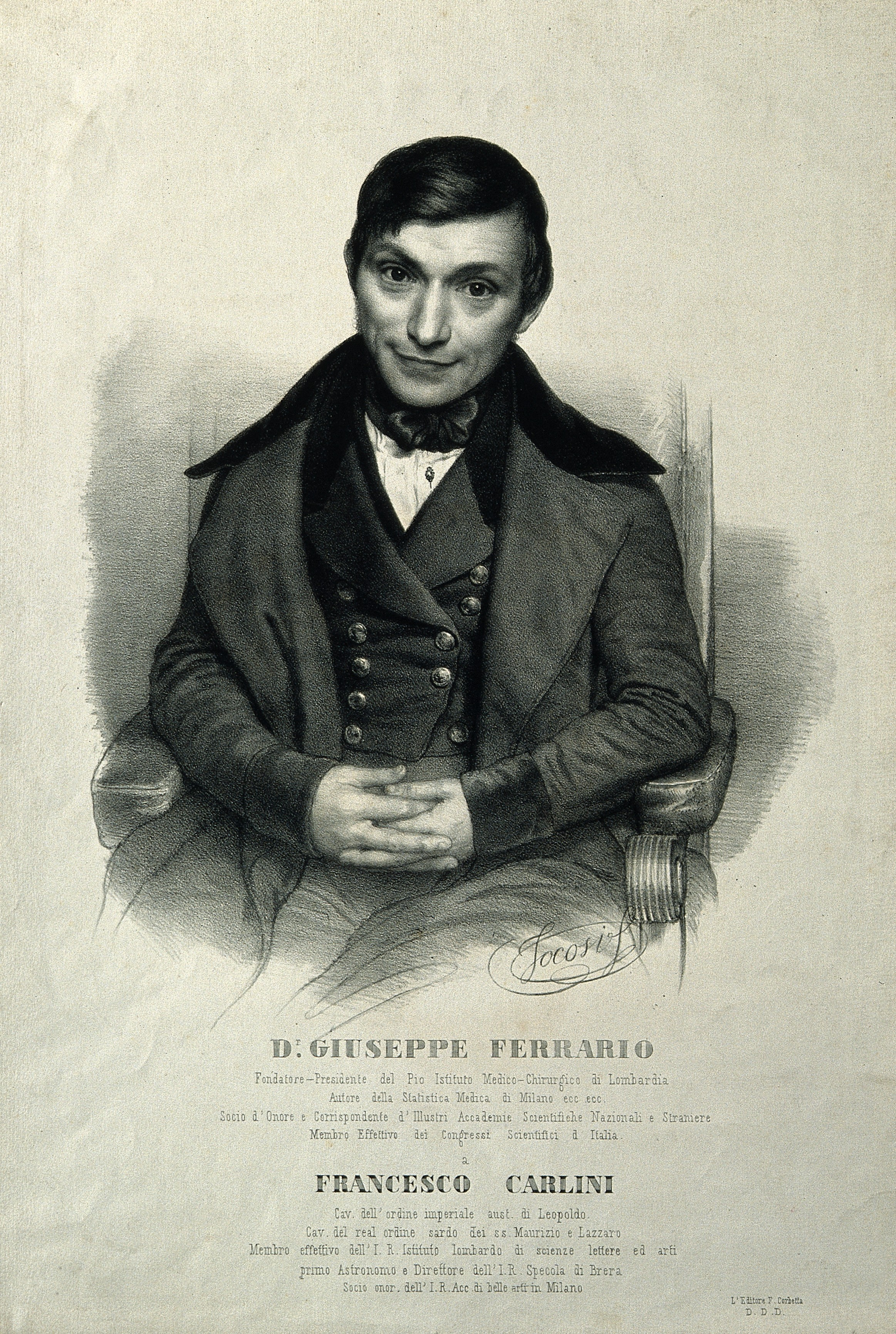

Si laureò nel 1825 presso l'Università degli Studi di Pavia, discutendo una tesi sulla Influenza fisiologica e patologica del suono del canto e della declamazione sull'uomo.  La sua prima attività medica fu soprattutto chirurgica. Inoltre lasciò interessanti scritti sulla Storia della medicina in Italia.
I lavori più importanti del Ferrario furono nel campo della Statistica medica di cui fu uno dei primissimi cultori  in Italia. Tra l'altro, nel 1845 fondò a Milano l'Accademia fisio-medico-statistica.